# Julie Birmant
«  Birmant » redirige ici. Ne pas confondre avec Birman ou Birmans.
Julie Birmant (née le 8 janvier 1974 à Paris) est une journaliste, scénariste de bande dessinée et autrice de documentaires de vulgarisation scientifique française. Elle est notamment l'autrice de plusieurs albums relatifs au thème de l'histoire de l'art.

## Biographie

### Vie personnelle
Julie Birmant naît le 8 janvier 1974 à Paris. Elle a été en couple avec le dessinateur Jul, dont elle a été la muse dans Le Guide du moutard. Pour survivre à 9 mois de grossesse. Le couple se sépare en 2013. Elle est ensuite en couple avec le dessinateur Clément Oubrerie, avec qui elle s'installe à l'île d'Oléron.

### Carrière
Julie Birmant est journaliste, elle est également la scénariste de plusieurs albums de bande dessinée, notamment ceux mettant en scène des figures de l'histoire de l'art, en particulier Pablo Picasso et les cubistes.
En 2005, pour l'émission radiophonique Surpris par la nuit, Julie Birmant rencontre Yolande Moreau, Noémie de Lattre, Valérie Fratellini et Marina Foïs dans l'épisode Les femmes drôles,. Julie Birmant retranscrit ces entretiens et quelques années plus tard les envoie à la dessinatrice Catherine Meurisse, En 2010, elles publient ensemble l'album Drôles de femmes (Dargaud, 2010), qui compile une sélection d'entretiens avec dix femmes que Julie Birmant admire comme Yolande Moreau, Sylvie Joly et Florence Cestac. L'ouvrage aurait initialement dû s'appeler Les Herbes folles.
Après avoir vu une photo représentant Pablo Picasso et Fernande Olivier et s'être renseignée sur cette dernière, et avoir notamment appris que Picasso a payé pour que son manuscrit Souvenirs intimes ne soit pas publié, elle a voulu « rendre justice aux femmes qui n’étaient pas entendues ». Sa série de bandes dessinées en quatre tomes Pablo, réalisé avec Clément Oubrerie au dessin et Sandra Desmazières à la couleur, est publiée chez Dargaud entre 2012 et 2014 et considérée par le journal Le Monde en 2025 comme son « travail le plus marquant ». Le premier tome de la série reçoit le Grand prix RTL de la bande dessinée. Les planches originales de la série sont présentées en 2014 lors d'une exposition au Musée de Montmartre.
En 2023, Julie Birmant publie le premier tome d'une trilogie dédiée à l'artiste Salvador Dalí et intitulé Avant Gala. L'ouvrage remporte le Prix René-Goscinny du meilleur scénario. Le second tome Gala (2024) suit comme le premier une structure non linéaire.
En 2025, l’exposition « Julie Birmant. Les herbes folles », à Angoulême et qui s'ouvre dans le cadre du festival international de bande dessinée, met à l'honneur son travail.

## Publications
- Drôles de femmes, avec Catherine Meurisse (dessin, couleur), Dargaud, 2010
- Pablo, avec Clément Oubrerie (dessin) et Sandra Desmazières (couleur), Dargaud

1. Max Jacob, 2012
2. Apollinaire, 2012
3. Matisse, 2013
4. Picasso, 2014[3]
5. HS. Pablo, le Paris de Picasso, 2014
6. INT. Pablo, 2017
7. INT. L'intégrale, 2022

- Il était une fois dans l'est, avec Clément Oubrerie, Dargaud, 2015
- Isadora, avec Clément Oubrerie, Dargaud, 2017
- Les aventuriers du cubisme, avec Pierre Fouillet (dessin, couleur), Steinkis, 2018[4]
- Une aventure de Renée Stone, avec Clément Oubrerie, Dargaud

1. Meurtre en Abyssinie, 2018
2. Le Piège de la mer Rouge, 2020
3. Le Trésor d'Assurbanipal, 2022

- Dali, avec Clément Oubrerie (dessin), Dargaud
  1. Avant Gala, 2023
  2. Gala, 2024

## Récompenses
- 2012 : Grand prix RTL de la bande dessinée, avec Clément Oubrerie, pour Pablo[8].
- 2024 : Prix René-Goscinny du meilleur scénariste, pour Dalí t.1 – Avant Gala